# Averse
Une averse est un mode de précipitations se caractérisant par un début et une fin brusques ainsi que des variations rapides d'intensité. Souvent forte et de courte durée, elle provient de nuages convectifs comme le cumulus bourgeonnant et donne de la pluie, si la température est au-dessus du point de congélation dans le nuage ou dans une couche d'une certaine épaisseur sous celui-ci, ou de la neige, grésil ou neige roulée dans le cas contraire,,. Dans le code METAR, une précipitation en averse est indiquée par SH, par exemple SHRA pour averse de pluie.
L'origine du mot est lié au terme « verse » qui désigne les cultures couchées au sol à la suite d'une pluie violente : il est dit alors qu'il pleut « à verse ». En Belgique et dans le nord de la France on utilise le terme de « drache ».

## Mécanisme de formation
Pour un article plus général, voir Convection atmosphérique.

Le soulèvement thermique à partir d'une température et d'un rapport de mélange donnée engendre un nuage convectif

Les nuages d'averses sont causés par la différence de température entre la parcelle d'air soulevée et l'environnement plus froid en altitude. En effet, la parcelle se refroidit en montant mais selon le gradient thermique adiabatique, soit moins que la température de l'environnement dans les cas instables. Elle est donc moins dense que l'environnement et subit une poussée d'Archimède vers le haut. Cette différence est l'énergie potentielle de convection disponible (EPCD). Il est également possible d'obtenir de la convection oblique dans une zone d’instabilité symétrique conditionnelle qui se manifeste seulement dans un plan incliné par rapport à la convection hydrostatique conventionnelle.
En s'élevant, la parcelle d'air se refroidit donc et la vapeur d'eau qu'elle contient se condense quand l'humidité relative atteint 100 %, c'est alors la formation du nuage convectif puis des précipitations. Lorsque la couche d'air instable est peu étendue verticalement, on a formation de cumulus humilis, dit cumulus de beau temps, synonymes d'air ascendant. Si l'EPCD augmente, on passe ensuite au cumulus mediocris, puis au congestus, le second produisant les averses.
Le cycle de vie de ces nuages est rapide car le courant ascendant qui les forme est coupé le plus souvent par la descente des précipitations. De plus, ces nuages se déplacent dans la circulation atmosphérique et passent peu de temps au-dessus d'un point au sol. C'est ce qui explique les variations d'intensité et la courte durée des averses.

## Variantes
Si l'instabilité est plus grande on obtient le cumulonimbus calvus, pour finir au roi des nuages le cumulonimbus cappilatus incus qui sont synonymes d'un orage mûr et possédant également un cycle descendant de convection. Les cumulonimbus ont une grande différence de potentiel électrique entre la base et le sommet ce qui permet de générer de la foudre et les averses sont alors dites « orageuses », ou orages.
Lorsque les averses proviennent de nuages à forte extension verticale, où la température passe sous les −15 °C, des granules de glace ou des grêlons peuvent se former et faire partie des précipitations.
Lorsque le niveau de l'isotherme zéro degré est près mais à une certaine altitude au-dessus du sol, les précipitations peuvent être sous forme de neige en altitude mais fondre en partie avant d'arriver au sol. L'averse donne alors un mélange de pluie, de neige et de grésil appelé « giboulée ».

## Systèmes d'averses
Les averses proviennent de nuages individuels autant que de groupes de ceux-ci. Elles peuvent être imbriquées dans un épisode de pluie continue, des nuages convectifs sont alors plongés dans un nimbostratus quand il y a présence de bande d'instabilité symétrique conditionnelle dans une masse d'air autrement stable. Elles peuvent également faire partie de larges zones de convection appelées système convectif de méso-échelle.

## Averse par temps ensoleillé

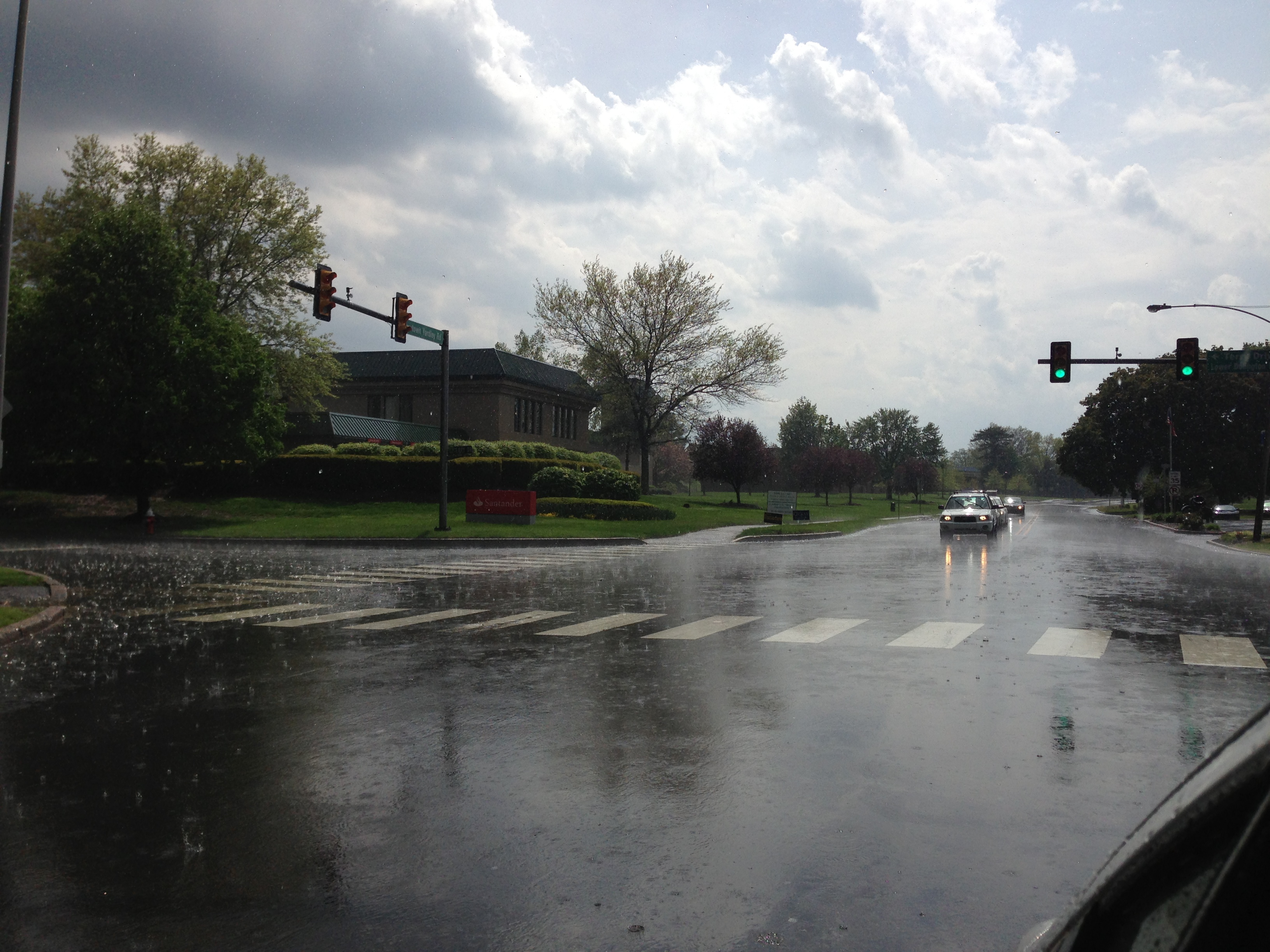
Forte averse avec percée de Soleil.

Il arrive qu'une averse se produise alors que le Soleil brille. Ceci s'explique par la nature ponctuelle des nuages convectifs et c'est généralement le résultat du transport horizontal par le vent d'altitude des précipitations, parfois à des kilomètres de distance, depuis une zone nuageuse vers une autre où il y a peu ou pas de nuages. Ce peut être aussi lors du passage d'un nuage convectif isolé au-dessus de l'observateur alors que la lumière du Soleil n'est pas obstruée par celui-ci. Dans cette situation, il est fréquent de voir également un arc-en-ciel.
Une expression populaire dans cette situation est « le diable bat sa femme et marie sa fille». L'origine de l'expression vient du poète romain Plutarque qui raconta que Jupiter (dieu du feu), fâché avec Junon (déesse de l'humide), lui fit croire qu'il se mariait avec Dédala alors qu'il s'agissait en fait d'une statue de bois. Junon, jalouse, provoqua une forte averse sur les noces mais s'aperçut au même moment de la supercherie. Pour se racheter, elle changea ses cris en rires, se réconcilia avec Jupiter et se mit avec joie à la tête de la noce, instituant en mémoire de l'événement, la fête des dédales. L'expression actuelle est une version christianisée de ce proverbe.